# Ryukyuminivett
Ryukyuminivett (Pericrocotus tegimae) är en östasiatisk fågel i familjen gråfåglar inom ordningen tättingar, endemisk för Japan.

## Utseende och läten
Ryukyuminivetten är en 18–21 cm lång grå, svart och vit minivett. Den är lik grå minivett men skiljer sig på att ha ett brett grått bröstband (grå minivett är helvit under), mörkare grått på mantel, rygg, skapularer och övergump samt mindre vitt i pannen. Den har vidare kortare vingar samt längre näbb med mer krokförsedd spets. Sången består av en ton följt av en kvittrande serie.

## Utbredning och systematik
Ryukyuminivetten förekommer i södra Japan, ursprungligen i Ryukyuöarna och Tokaraöarna. Den har dock på senare tid spritt sig norrut och återfinns nu även på Kyushu, Shikoku och södra Honshu. Arten har tidigare behandlats som en del av grå minivett (P. divaricatus), men urskiljs numera allmänt som egen art. Den behandlas som monotypisk, det vill säga att den inte delas in i några underarter.

## Levnadssätt
Ryukyuminivetten förekommer i barr- och blandskog, intill planteringar med cedrar samt närmare bebyggelse i trädgårdar och parker. Födan är okänd och dess födosökningsbeteende har inte dokumenterats. Även häckningsbiologin är dåligt känd, men bobygge har observerats så tidigt som i mars och boet placeras upp till 11,5 meter ovan mark. Arten är huvudsakligen stannfågel.

## Status och hot
Arten har ett begränsat utbredningsområde men ökar i antal och tros inte vara utsatt för något substantiellt hot. Utifrån dessa kriterier kategoriserar internationella naturvårdsunionen IUCN arten som livskraftig (LC). Världspopulationen har inte uppskattats men den beskrivs som lokalt vanlig.

## Namn
Fågelns vetenskapliga artnamn hedrar Seiichi Tegima, japansk naturforskare och direktör över Educational Museum i Tokyo.